# Helsingborg Arena
Helsingborg Arena är en evenemangs och multiarena i Helsingborg, lokaliserad till Olympiaområdet i närheten av fotbollsarenan Olympia och idrottsanläggningen Idrottens hus. Det första spadtaget togs den 17 september 2010 och invigningen av arenan ägde rum den 30 november 2012. Helsingborg Arena är sedan 1 januari 2015 en del av det kommunala bolaget Helsingborg Arena och Scen AB med Jeanette Gustafsdotter som verkställande direktör. 

## Bakgrund
Planerna på den nya arenan påbörjades 2005 i och med att projektet "Helsingborg – Idrottsstaden" startade. Detta presenterade 2007 en förstudie, där främst fem olika alternativ för placering av arenan studerades: Brohult vid Väla Södra industriområde, Idrottsplatsen Norrvalla vid Berga, Olympiaområdet kring Idrottsplatsen Olympia, Folkparken invid Sundspärlan samt Idrottsplatsen Heden på Högasten. Bland dessa kom utredningen fram till att Sundspärlan var den bästa placeringen, följt av Olympiaområdet. Det största problemet för en placering vid Olympia var att området redan led av en hårt ansträngd trafiksituation. En placering vid Sundspärlan kom därför att förordas av den då styrande S-koalitionen.
En fördjupad utredning, beställd av den nya styrande högerkoalitionen, bestående av Moderaterna, Folkpartiet, Centern, Kristdemokraterna och Sveriges pensionärers intresseparti – kallad "Femklövern", genomfördes 2007. I denna studerades tre alternativa placeringar: Sundspärlan, Olympia och vid Södra hamnen. I utredningen fick tre arkitektkontor utföra stadsbyggnadsstudier för de utvalda områdena. Denna utredning kom till skillnad från sin föregångare fram till att Olympiaområdet var bästa placering för arenan, vilket också kom att förespråkas av Femklövern.
Under 2008 genomfördes bland annat en miljökonsekvensbeskrivning samt studier av trafikmönster och parkeringsmöjligheter. Det genomfördes även en ändring av detaljplanen för området tillsammans med en samrådsprocess. Detaljplanen godkändes av kommunfullmäktige den 25 mars 2009 och godkändes sedan av länsstyrelsen i Skåne län i maj samma år. Planen överklagades dock av gruppen Boende och berörda på Olympia samt av Miljöförbundet Jordens Vänner, men dessa överklaganden avslogs av länsstyrelsen i november 2009. Helsingborg Arena drivs av det kommunala bolaget Helsingborg Evenemang och Idrottspark AB.

## Arenan
Helsingborg Arena har en golvyta på 21 000 kvadratmeter och en takhöjd på som mest 15 meter. Arenan består av tre hallar: Arenahallen, B-hallen och C-hallen. Arenahallen rymmer som mest 5 500 åskådare vid konserter och 4 700 åskådare vid idrottsevenemang. B- och C-hallarna rymmer 300 respektive 100 åskådare. Helsingborg Arena är sammanbyggd med idrottsanläggningen Idrottens hus, vilket gör att även de två idrottshallarna där kan nyttjas "under samma tak". Lokaler ryms för sporter såsom bordtennis, brottning, bågskytte, pistolskytte, tyngdlyftning, boxning, fäktning samt för tre kampsportslokaler.